# Vietnamesische Dreiband-Meisterschaft
Die Vietnamesische Dreiband-Meisterschaft ist die nationale vietnamesische Meisterschaft in der Karambolagedisziplin Dreiband und wird vom Billardnationalverband Vietnam Billiards Snooker Federation (VBSF) ausgerichtet. Sie wird seit 2006 im jährlichen Turnus ausgetragen. Der Sieger ist zur Teilnahme an der folgenden Dreiband-Asienmeisterschaft  qualifiziert.

## Geschichte
Nach dem Anschluss an die UMB finden regelmäßige Dreibandmeisterschaften in Vietnam statt. Dreiband konzentriert sich hauptsächlich auf den Süden Vietnams. Im Norden wird vorwiegend Snooker gespielt.

## Turnierstatistik
Bisher sind nur die Sieger bekannt. Weitere Informationen werden ergänzt, sobald sie vorliegen.
| Nr. | Jahr | Ort               | Gold                 |
| --- | ---- | ----------------- | -------------------- |
| 1   | 2006 | Ho-Chi-Minh-Stadt | Dương Anh Vũ         |
| 2   | 2007 | Ho-Chi-Minh-Stadt | Dương Anh Vũ         |
| 3   | 2008 | Ho-Chi-Minh-Stadt | Dương Anh Vũ         |
| 4   | 2009 | Ho-Chi-Minh-Stadt | Ly The Vinh          |
| 5   | 2010 | Ho-Chi-Minh-Stadt | Ly The Vinh          |
| 6   | 2011 | Ho-Chi-Minh-Stadt | Dương Anh Vũ         |
| 7   | 2012 | Ho-Chi-Minh-Stadt | Nguyễn Quốc Nguyện   |
| 8   | 2013 | Ho-Chi-Minh-Stadt | Ngô Đình Nại         |
| 9   | 2014 | Ho-Chi-Minh-Stadt | Nguyễn Quốc Nguyện   |
| 10  | 2015 | Ho-Chi-Minh-Stadt | Ly The Vinh          |
| 11  | 2016 | Ho-Chi-Minh-Stadt | Mã Minh Cẩm          |
| 12  | 2017 | Ho-Chi-Minh-Stadt | Mã Minh Cẩm          |
| 13  | 2018 | Ho-Chi-Minh-Stadt | Trần Quyết Chiến     |
| 14  | 2019 | Ho-Chi-Minh-Stadt | Nguyễn Đức Anh Chiến |
| 15  | 2021 | Ho-Chi-Minh-Stadt | Trần Quyết Chiến     |
| 16  | 2022 | Ho-Chi-Minh-Stadt | Nguyễn Đức Anh Chiến |
| 17  | 2023 | Ho-Chi-Minh-Stadt | Nguyen Duy Trung     |